# Бодяк болотный
Бодя́к боло́тный (лат. Círsium palústre) — травянистое растение, вид рода Бодяк семейства Сложноцветные (Asteraceae).
Двулетник с колючими листьями и крылатым колючим стеблем, со скученными на верхушке стебля корзинками. Часто в окраске листьев и стеблей имеется фиолетовый оттенок.

## Ботаническое описание

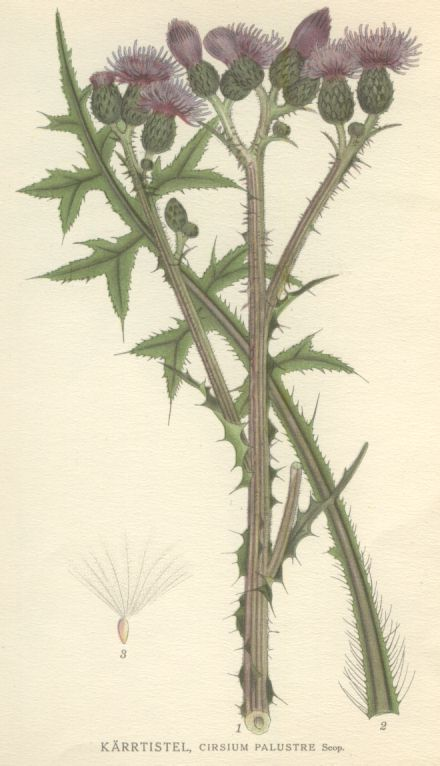

Двулетнее растение (редко — монокарпический многолетник) 50—150(200) см высотой. Стебель прямостоячий, узко- и колючекрылатый, с паутинистым опушением, светло-зелёный, часто с буровато-фиолетовым оттенком, в верхней половине иногда слабо разветвлённый.
Листья 10—20 см длиной и 5—10 см шириной, сверху жёлто-зелёные, часто с буровато-фиолетовым оттенком, снизу более светлые, на коротких крылатых черешках. Пластинка обратноланцетная до продолговато-ланцетной в очертании, перисто-рассечённая на ланцетные или продолговато-ланцетные сегменты с волнистым зубчатым краем, с неравными шипами на концах зубцов. На верхней стороне пластинки опушение рассеянное, снизу — густое, паутинистое.
Корзинки многочисленные, скученные на конце стебля или ветвей, 10—20 мм в поперечнике. Обёртка многорядная, листочки её 3—13×1,5—2 мм, жёлто-коричневые, по крайней мере ближе к верхушке часто с фиолетовым оттенком, ланцетной формы, с редким паутинистым опушением, на конце с шипиком. Внутренние листочки обёртки с нитевидным плёнчатым придатком. Все цветки трубчатые, венчик 10—15 мм длиной, пятилопастный, сиреневый, редко белый. Цветоложе плоское, с густыми щетинками.
Семянки обратноконической формы, 2,5—4 мм длиной и 1,2—1,4 мм шириной, на верхушке с беловатым хохолком 8—12 мм длиной. Поверхность матовая, беловатая, желтоватая или с пурпурным оттенком, неясно бороздчатая.

## Распространение
Евросибирское растение, встречающееся по сырым лугам и пастбищам, на пересыхающих болотах, в заболоченных лесах, в долинах рек, у канав.
Бодяк занесён на северо-восток Северной Америки (впервые обнаружен в 1902 году), где является инвазивным видом, быстро распространяющимся по влажным местообитаниям.

## Значение и применение
Листья и соцветия летом посредственно поедаются северным оленем (Rangifer tarandus).

## Классификация
Диагноз вида был опубликован Карлом Линнеем в книге Species plantarum: Carduus foliis dentatis decurrentibus: margine spinosis, floribus racemosis erectis, pedunculis inermibus — «Carduus с зубчатыми низбегающими листьями, по краю колючими, с цветками в прямостоячих кистях, с цветоносами без колючек».

### Таксономия[4]
Cirsium palustre Scop., 1772, Fl. Carniol. 2: 128
Вид Бодяк болотный относится к роду Бодяк (Cirsium) семейства Астровые (Asteraceae) порядка Астроцветные (Asterales). Кладограмма в соответствии с Системой APG IV:
|  |                                      |  |                                   |                                   |                    |  | ещё 10 семейств | ещё 10 семейств |                |  |  |  | еще 510 подтвержденных и 521 в статусе «непроверенных» видов и инфравидовых таксонов |
|  |                                      |  |                                   |                                   |                    |  | ещё 10 семейств | ещё 10 семейств |                |  |  |  | еще 510 подтвержденных и 521 в статусе «непроверенных» видов и инфравидовых таксонов |
|  |                                      |  |                                   | порядок Астроцветные              |                    |  |                 |                 | род Бодяк      |  |  |  |                                                                                      |
|  |                                      |  |                                   | порядок Астроцветные              |                    |  |                 |                 | род Бодяк      |  |  |  |                                                                                      |
|  | отдел Цветковые, или Покрытосеменные |  |                                   |                                   | семейство Астровые |  |                 |                 | Бодяк болотный |  |  |  |                                                                                      |
|  | отдел Цветковые, или Покрытосеменные |  |                                   |                                   | семейство Астровые |  |                 |                 |                |  |  |  |                                                                                      |
|  |                                      |  | ещё 63 порядка цветковых растений | ещё 63 порядка цветковых растений |                    |  |                 | ещё 1804 рода   | ещё 1804 рода  |  |  |  |                                                                                      |
|  |                                      |  |                                   | ещё 63 порядка цветковых растений |                    |  |                 |                 | ещё 1804 рода  |  |  |  |                                                                                      |

### Синонимы
- Carduus acanthoides Hornem.
- Carduus altissimus Gilib.
- Carduus chailletii Godr.
- Carduus laciniatus Lam.
- Carduus palustris L.
- Cirsium chailletii Gaudin
- Cirsium forsteri Loudon
- Cirsium kochianum Loehr
- Cirsium laciniatum Doell ex Nyman
- Cirsium laciniatum Nakai
- Cirsium lacteum Schleich. ex W.Koch
- Cirsium lacteum Schleich.
- Cirsium palatinum Sch.Bip. ex Nyman
- Cirsium palustre f. horridum Posp.
- Cirsium palustre f. palustre
- Cirsium palustre subsp. palustre
- Cirsium palustriforme Dalla Torre & Sarnth.
- Cirsium parviflorum Lange ex Nyman
- Cnicus forsteri Sm.
- Cnicus lacteus Schleich.
- Cnicus palustris Willd.
- Cnicus semipectinatus Thom. ex Steud.
- Cynara palustris Stokes
- Onotrophe palustris Cass.
- Polyacantha palustris Hill
- Serratula palustris Neck.